# Louis François Jeannest
Pour les articles homonymes, voir Jeannest.
Louis François Jeannest né en 1781 et mort à Vaugirard le 13 juillet 1856 est un sculpteur et un médailleur français.

## Œuvres
- New York, Metropolitan Museum of Art : Dominique Vivant Denon (1747-1825), 1812, médaille en bronze, 15,2 cm[2].